# Alessandro Corticelli
Alessandro Corticelli (Bologna, 11 maggio 1802 – Cetona, 22 marzo 1873) è stato un medico e fisiologo italiano.

## Biografia
Si laureò in medicina l'otto giugno 1824 presso l'Università felsinea e nel 1826 cominciò a insegnare anatomia e fisiologia all'Università di Urbino. Di forte temperamento, partecipò ai moti di protesta universitari del 1831.
Trasferitosi in Toscana per motivi politici, diventò professore di fisiologia e patologia presso l'Università degli Studi di Siena. Presidente dell'Accademia dei Fisiocritici dal 1844 al 1849 e animatore della Guardia universitaria senese, ne fu il comandante dal 1847 fino al suo scioglimento due anni dopo. Nel 1848 partecipò alla battaglia di Curtatone e Montanara, col grado di maggiore, a capo della compagnia senese del Battaglione universitario, a cui aderì come soldato semplice anche suo figlio Riccardo.
Passato all'Università di Pisa in seguito alla soppressione dell'istituto senese, vi insegnò igiene e medicina legale; di quest'ultima fu professore anche presso l'Istituto di Studi Superiori di Firenze, a partire dal 1862.